# TRS-3D
TRS-3Dは、ドイツのEADS社（現在のエアバス）が開発した3次元レーダー。従来の3次元レーダーと比して小型軽量であり、その特徴から、各国で採用されている。アメリカ軍ではAN/SPS-75として制式化されている。

## 概要

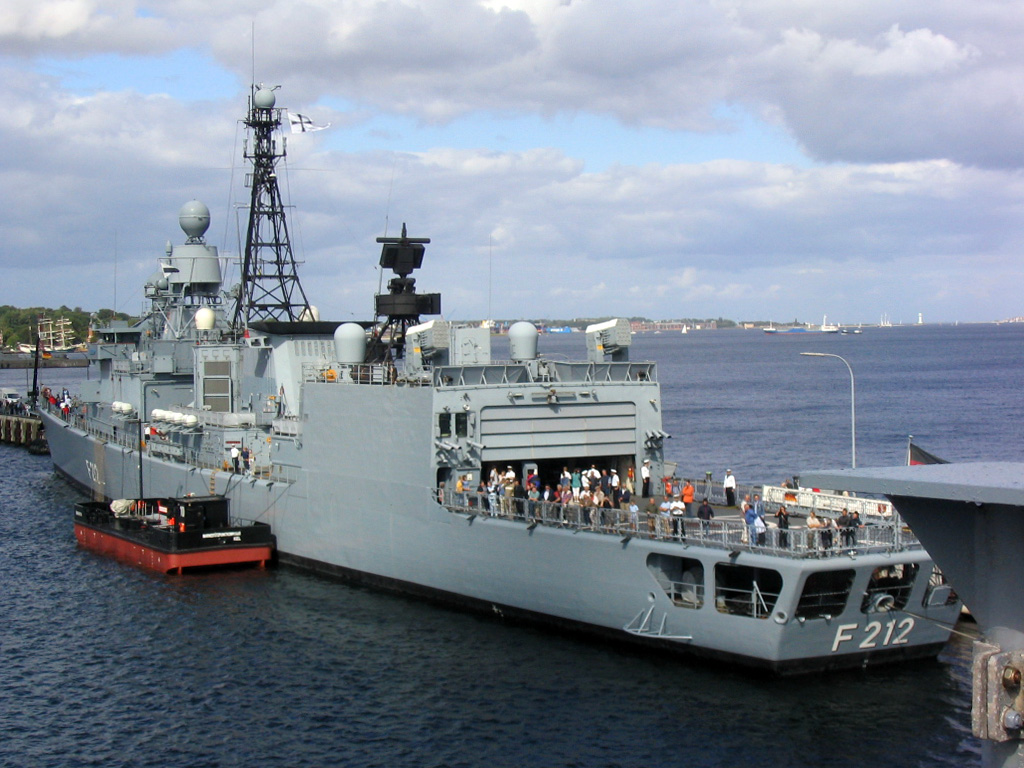
後檣上にTRS-3D/32を搭載したブレーメン級フリゲート

TRS-3Dは、Cバンドを使用するパッシブ・フェーズド・アレイ（PESA）レーダーであり、対空捜索のほか、その高精度により、射撃指揮にも使用することができる。アンテナの安定化を機械的に行なうTRS-3D/16-MS、電子的に安定化するようにして軽量化したTRS-3D/16-ES、逆にアンテナを大型化して探知距離を増大させたTRS-3D/32の3種が運用されており、また、イギリス海軍の新中距離レーダー（MRR）計画向けとして中間的なTRS-3D/24も開発された。
TRS-3D/16は、その名のとおり16列の放射素子を有しており、各列には46の素子が配置されている。IFFを含めてのアンテナの大きさは、TRS-3D/16-MSが幅2.5m×高さ2.92m（アンテナ単体では0.4m）、重量862kg。TRS-3D/16-ESが幅2.5m×高さ2.48m、重量575kgである。ES型ではシステム全体も軽量化されており、MS型で2,179kgであったシステム全体重量は1,990kgとなっている。なお、より大型のTRS-3D/32は32列の放射素子を有し、アンテナ重量は1,350kgである。
TRS-3D/16は、下記の4つの捜索モードを有する。
- 自衛防空モード - 毎分30回転となり、頻繁なデータ更新を行なう。シースキマーに対し、10度の仰角で42kmの位置での探知が可能である。
- 自衛防空/クラッター・モード - 回転数は毎分17回に落ちる。
- 捜索モード - 毎分10回転となり、探知距離は92 km (50 nmi)、17 km (56,000 ft)までの高度をカバーできる。
- 長距離モード - 探知距離180 km (97 nmi)、探知高度110 km (360,000 ft)である。戦闘機大の目標に対しては110 km (59 nmi)の探知距離を発揮できる。

なお、自動目標検出・追尾処理（Automatic target Detection and Tracking: ADT）能力により300個の空中・海上目標を管理できる。

## 搭載艦船
ドイツ海軍
- ブレーメン級フリゲート（改装後）
- ブラウンシュヴァイク級コルベット

 スペイン海軍
- ガリシア級揚陸艦

 フィンランド海軍
- ハミナ級ミサイル艇
- ヘメンメア級機雷敷設艦

 ノルウェー沿岸警備隊
- ノールカップ級哨戒艦
- 砕氷哨戒艦「スヴァールバル」

 デンマーク海軍
- ニールス・ユール級コルベット
- フリーヴェフィスケン級哨戒艇

 マレーシア海軍
- クダ級哨戒艦

 アメリカ海軍/ アメリカ沿岸警備隊
- バーソルフ級カッター
- フリーダム級沿海域戦闘艦